# Мура Будберг

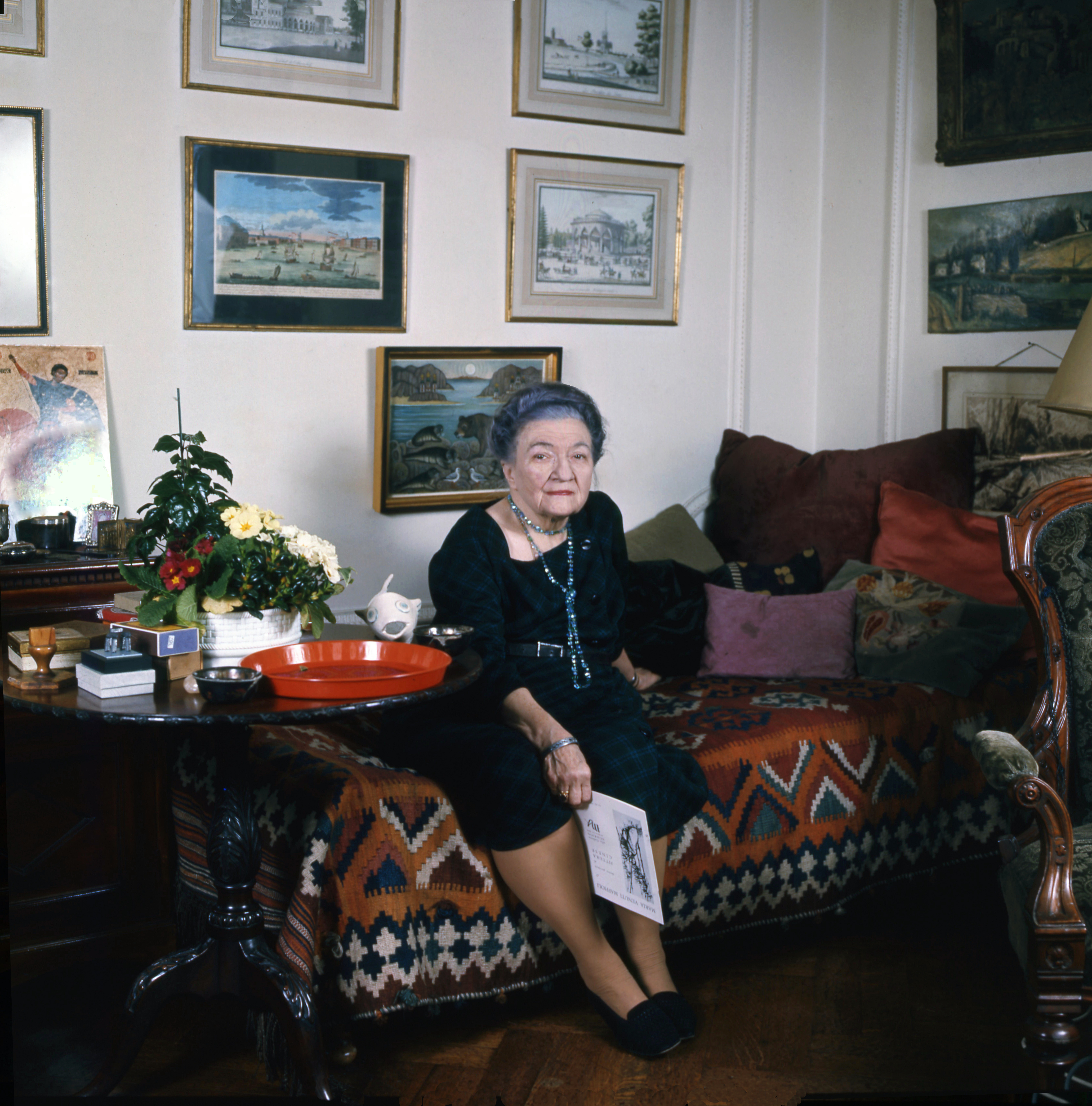
Марія Будберг у 1972 році

Марія (Мура) Ігнатівна Закревська-Бенкендорф-Будберг (приблизно 1891/92, Полтава — листопад 1974) — дипломатка, авантюристка, ймовірно подвійна агентка ОГПУ і англійської розвідки. Авторка сценаріїв до фільмів.
Близькі називали її Мурою, а Максим Горький — «залізною жінкою».

## Біографія
Народилась в Полтаві в родині Гната Закревського, українського дворянина і дипломата Російської імперії. Онука Ганни Закревської.
В 1911 одружилася з Іваном (Йоганном) фон Бенкендорфом, високпосадовим імператорським дипломатом. Вони володіли маєтком Jendel в Jäneda (в Естонії), де Бенкендорфа застрелив біля 1918 року місцевий селянин. Після вбивства чоловіка заарештована з підозрою в шпигунстві на користь Великої Британії і переведена до в'язниці на Луб'янці.
До Жовтневої революції працювала у посольстві Російської республіки в Берліні, де познайомилася з британським дипломатом Брюсом Локхартом. Локхарт згадує Будберг у книзі спогадів «Секретний агент» і намагався поручитися за неї, проте також був затриманий і висланий з Росії у зв'язку зі справою «Ambassadorial Conspiracy», також відомою як «Локхартова змова». Марію Будберг випустили за умови, що вона співпрацюватиме з розвідкою, якщо виникне така необхідність у майбутньому.
Отримала роботу у виданні «Всесвітня література», де зустріла письменника Максима Горького за сприяння Корнія Чуковського. Будберг стала секретаркою і цивільною дружиною Горького, проживаючи в його будинку з 1920 по 1933 з невеликими перервами. Він з гіркотою присвячує їй свою останню велику роботу, роман «Життя Клима Самгіна».
У 1920 році зустріла англійського історика і письменника-фантаста Герберта Веллса. Відновила стосунки з ним 1933 року в Лондоні, куди емігрувала, і продовжувала їх до його смерті. Веллс просив її про шлюб, але Будберг рішуче відкинула пропозицію.
Відвідала Радянський Союз двічі, в 1936 році на похорони Горького, та в кінці 1950 року, з дочкою Олександра Гучкова.